# ウベア島 (ニューカレドニア)
ウベア島（フランス語: Ouvéa）は、ニューカレドニアのロイヤルティ諸島に位置する島。

## 地理
ロイヤルティ諸島北部に位置する環礁であり、主島は三日月形をしている。西側は礁湖に面し20キロメートル続く白砂のビーチで波は穏やかである。一方、東側は南太平洋に面し、波は荒い。ウベア島の南部にあるムリ島とはムリ橋で結ばれている。2つの島をあわせると全長35.5キロメートルとなるが、幅は5キロメートルから6キロメートル、最も狭いところで400メートルから500メートルほどである。ムリビーチ対岸にファヤワ島が位置する。
島の中心地はファヤウェ村にある。

## 歴史
島の南部と北部にはポリネシア系の住民が暮らすが、その祖先はウベア島に住むウォリス・フツナ人が渡来したものと推測されている。その後グランドテール島の東海岸から移住したメラネシア系の民族と対立したという伝説が残されている。このため、南部と北部ではポリネシア系の西ウベア語を、中央部ではメラネシア系のイアイ語が使われている。

## 生活
人口は4,300人。島の中心は南部にあるフェアウェ村で、病院、教会、学校、郵便局、商店などがある。島内には公共の交通機関はないが、タクシーやレンタカーが利用できる。国内線のエア・カレドニアでヌメアのマジェンタ空港へは約35分で到着する。

## 事件
1988年4月、独立推進派のカナックが警察官を殺害・拉致し、洞窟に立て篭もるという事件が起こり、フランス政府は特殊部隊を投入し鎮圧した。この際、GIGNの隊長が1990年に発表した手記によれば、制圧後に無抵抗だったカナックは暴行・射殺され、その事実をフランス政府は隠蔽したとしている。この事件は『L'ORDRE ET LA MORALE』（邦題 裏切りの戦場 葬られた誓い）として映画化されている。

## 観光
殺害・拉致事件以外にも、島民よりホテル建設計画に反対が起こり、頻繁に焼き討ちも起こるなど、政情不安定により、1990年代半ばごろまで観光が規制されていた。
ニューカレドニアへのフランス人やオーストラリア人の観光者で、この島を訪れる者は少ない一方、小説や映画の『天国にいちばん近い島』の影響で訪れる日本人は多く、観光者の大多数は日本人で占められる。英語版の観光ガイドブックには、殺害・拉致事件などの歴史が記載され、また島北部では白人に対する罵倒・投石への注意も記載されているなど、旅行会社も消極的である。
観光スポットとしては、直径30メートル深さ70メートル以上のアナワのブルーホール、ムリ島とウベア島を結ぶムリ橋、ムリビーチなどがある。ムリビーチではガイドより映画『天国にいちばん近い島』のロケ地という説明が強調されるという。
ファヤワ島へ続く内海は住民によって侵入禁止区域とされている。『朝倉世界地理講座 オセアニア』では、ツアーは脱政治・脱学問化されており、事件やこのようなタブーが伝えられず、侵入禁止区域は単に「私有地」と表されていると指摘している。

### ホテル開業
2000年、日本人やニューカレドニア諸島開発公社などの共同参画により、ホテル『パラディ・ド・ウベア』が開業した。ホテルは小説や映画の天国にいちばん近い島に影響を受けた日本人向けであるが、ホテルを建設する際に潅木の林をヤシの木やハイビスカスやブーゲンビリアが植樹された庭園とするなど環境を変容させている。『朝倉世界地理講座 オセアニア』では、今後は日本人観光者は、この変容された環境を天国にいちばん近い島の新たなイメージとして持つと推測している。2009年にホテルの権利はニューカレドニア諸島開発公社に渡ったが、『朝倉世界地理講座 オセアニア』では、ホテルは一部島民へ利益を還元している一方、今後は利益を還元されていない島民から不満が出る可能性を指摘している。

### 景勝地
- ムリビーチ
- レキンの断崖 - ファヤウェ村の南西約6kmにある[4]。

## 画像

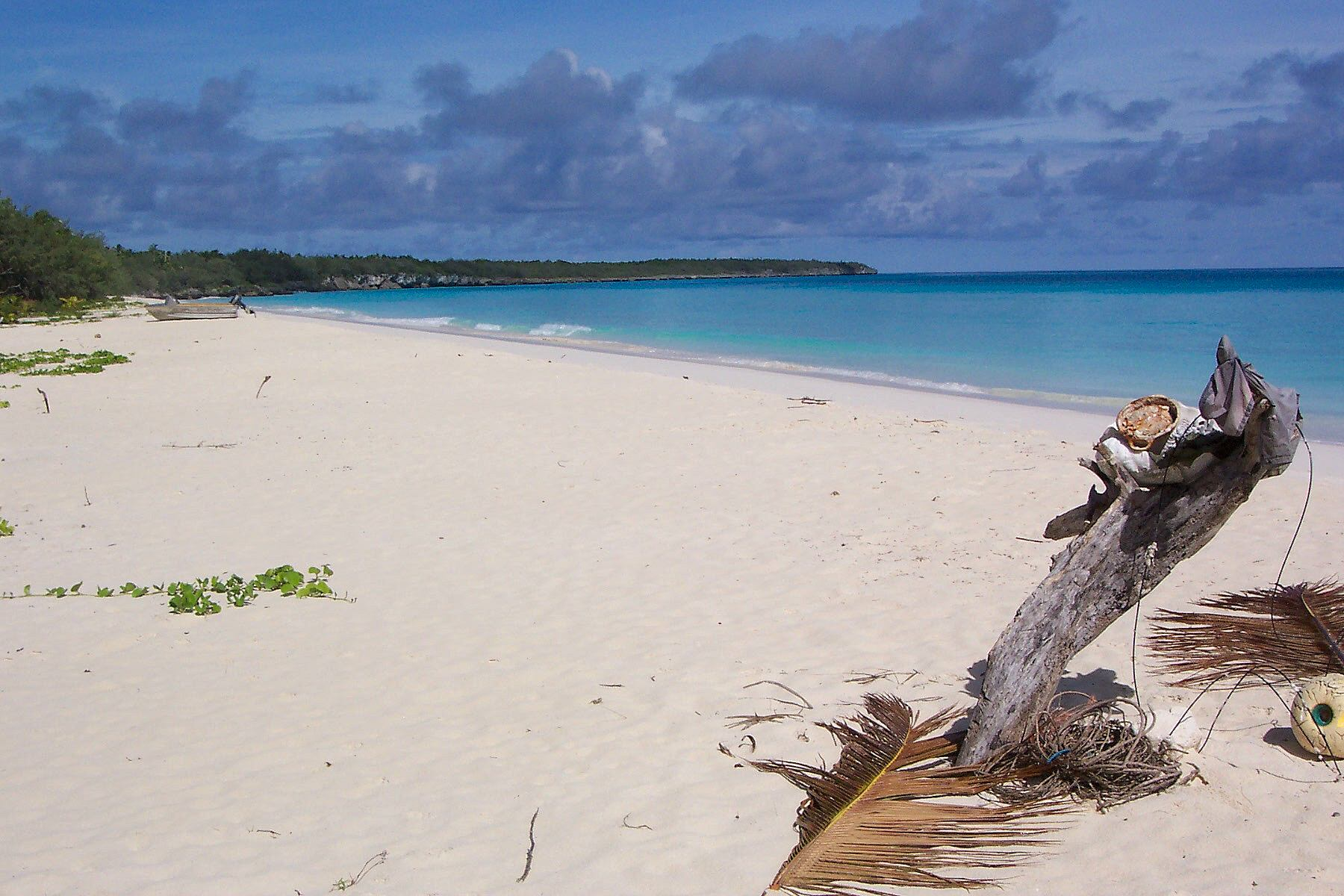
ムリビーチ
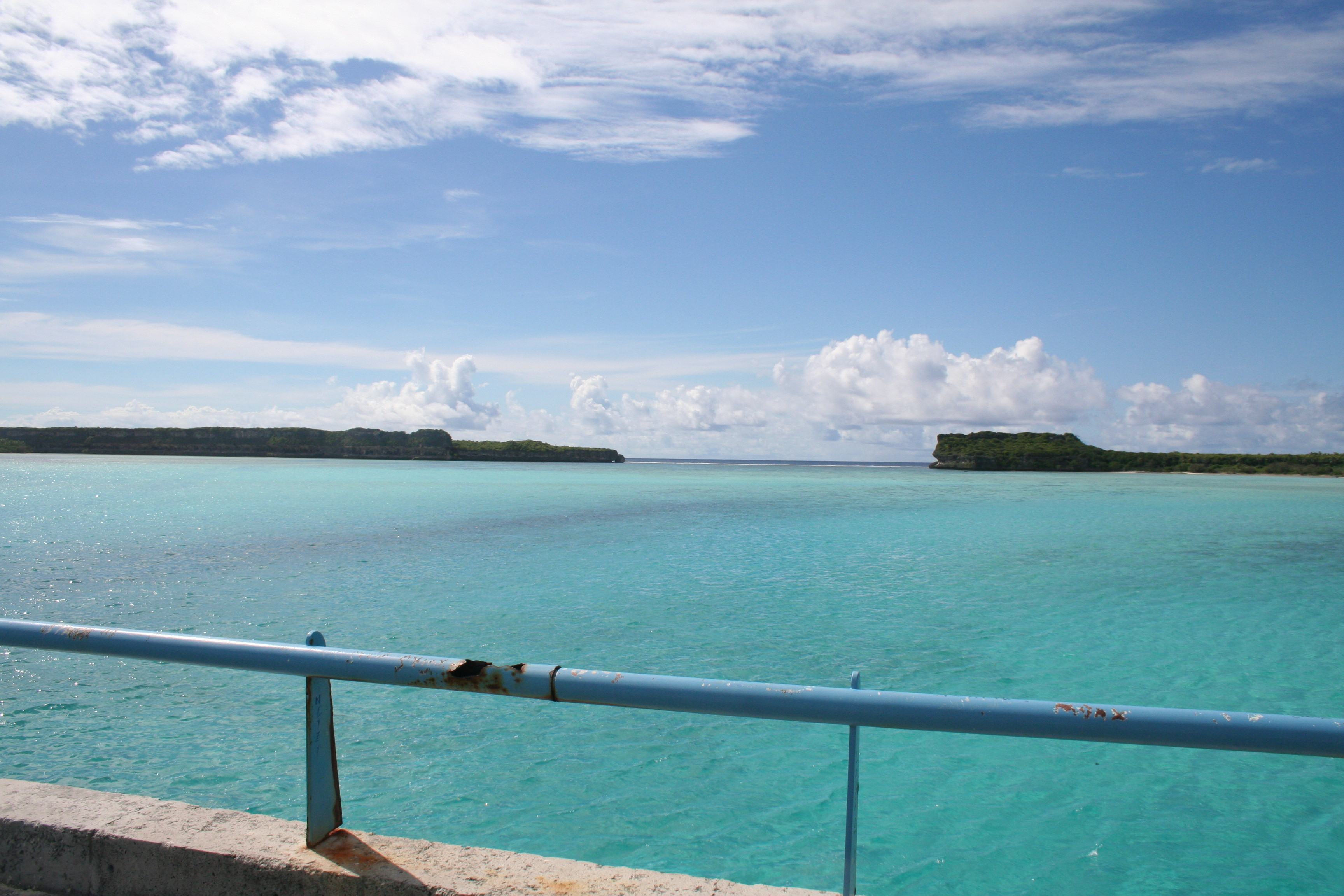
ムリ橋からの眺め